# Marion Talayrach
Marion Talayrach Bambi (Sant Esteve del Monestir, 11 d'agost del 1979) és una jugadora nord-catalana de rugbi a 15 que ha jugat amb la USAT i la selecció francesa en la posició d'aler. Fa 1,73 m i 60 kg. Viu, o visqué, a Santa Maria la Mar.
El 2008 participà en el "Raid Vittel Amazone" a l'Illa de la Reunió en l'equip Hiru Dona, amb les jugadores de l'AS Bayonne Sandrine Jaureguiberry i Maialen Berterreche.

## Carrera
(al 30.8.2006)
- (2004-2008) USAT XV Toluges (el 2007 era capitana de l'equip)
- 2010- Stade Olympique Villelonguet

### Internacional
- Participà (pel cap baix) 31 vegades en l'equip de França
- Participació en la Copa del Món de rugbi femení del 2006 al Canadà, amb França classificada en tercer lloc
  - 2007 Torneig de les Sis Nacions femení:
  - 18.3.07 a Stade du Bout du Clos (Maurepas)
  - 11.3.07 Old Albanians (Londres)
  - 24.2.07 a Stade Guy Moquet (Drancy)
  - 10.2.07 a St. Mary's RFC (Dublin)

(a partir del març del 2007 ja no apareix seleccionada)

## Palmarès
- Torneig de les Sis Nacions femení: Gran Slam el 2005
- Campiona de França el 2004, 2005, 2006, 2008
- Finalista del Campionat de França el 2009